# Дјевичје
Дјевичје (слч. Devičie) насељено је мјесто са административним статусом сеоске општине (слч. obec) у округу Крупина, у Банскобистричком крају, Словачка Република.

## Становништво
| Година:    | 1994. | 2004.   | 2014.   | 2024.   |
| ---------- | ----- | ------- | ------- | ------- |
| Број људи: | 274   | 277     | 300     | 302     |
| Разлика:   |       | +1,09 % | +8,30 % | +0,66 % |

| Година:    | 2023. | 2024. |
| ---------- | ----- | ----- |
| Број људи: | 302   | 302   |
| Разлика:   |       | +0 %  |

Према подацима о броју становника из 2024. године насеље је имало 302 становника.